# Eyes Open (pjesma Taylor Swift)
"Eyes Open" je pjesma koju je napisala i snimila američka kantautorica Taylor Swift za soundtrack filma Igre gladi, The Hunger Games: Songs from District 12 and Beyond, iako pjesma nije uključena u sam film. Pjesmu su producirali Swift i Nathan Chapman, a objavljen je kao drugi singl s albuma i poslan je na mainstream radio 27. ožujka 2012. Video s stihovima koji se sastoji od animacije objavljen je na YouTubeu svibnju 2012.

## Kompozicija
“Eyes Open” pjesma je duga četiri minute i četiri sekunde. Kritičari su žanr pjesme opisali kao rock i alternativni rock. Prema Swift, ona je napisala pjesmu o Katnissinom "odnosu" s Capitolom. Swift opisuje pjesmu kao suprotnost melankoličnoj "Safe & Sound", navodeći da je "[ona] više mahnita i brza, potpuno drugačija nijansa glazbe."

## Ljestvice
| Ljestvice                  | Najviša pozicija |
| -------------------------- | ---------------- |
| Australija                 | 47               |
| Irska                      | 65               |
| Kanada                     | 17               |
| Novi Zeland                | 6                |
| Sjedinjene Američke Države | 11               |
| Ujedinjeno Kraljevstvo     | 70               |